# Red Hot & Blue
Red Hot & Blue è un album live-bootleg (postumo) di Mike Bloomfield.
Le registrazioni sono tratte da una esibizione dal vivo al McCabe's Guitar Shop di Santa Monica (California) del primo gennaio 1977.

## Tracce
1. Eyesight to the Blind – 4:14
2. Women Lovin' Each Other – 8:23
3. Linda Lou – 3:53
4. Kansas City Blues – 3:34
5. Blues in B-Flat – 6:02
6. Medley – 4:05
7. I'm Glad, I'm Jewish – 3:09
8. Greatest Gifts from Heaven (Great Dreams of Heaven) – 3:29
9. Lord, Though I Am with Thee – 3:37
10. Jockey Blues – 3:53
11. Between a Hard Place and the Ground – 7:00
12. Don't Lie to Me – 3:28
13. Cherry Red – 4:41
14. Uncle Bob's Barrelhouse Blues – 5:43
15. Wee Wee Hours – 7:20
16. Vamp in C – 4:08
17. One of These Days – 2:45

## Musicisti
- Mike Bloomfield - chitarra, voce
- Mark Naftalin - tastiere
- Beull Neidlinger - basso
- Buddy Helm - batteria